# سرنوشت‌سازان
سرنوشت‌سازان فیلمی به کارگردانی جهانگیر جهانگیری و نویسندگی کریم بهی محصول سال ۱۳۵۷ است.

## خلاصه داستان
زینت خدمتکار منزل سالارخان، در یک دهکدهٔ مرزی است، وی در حالی که باردار است از خانهٔ او رانده می‌شود...

## بازیگران
- رضا بیک ایمانوردی
- زرینه
- کاظم افرندنیا
- منوچهر افسری
- محمد برسوزیان
- بهروزی
- مهدی‌زاده
- علی میری
- احمد علمایی
- امیرعلی کاظمی
- اصغر آشوری
- خسرو امیرصادقی
- بابک شعاعی